# Tony George

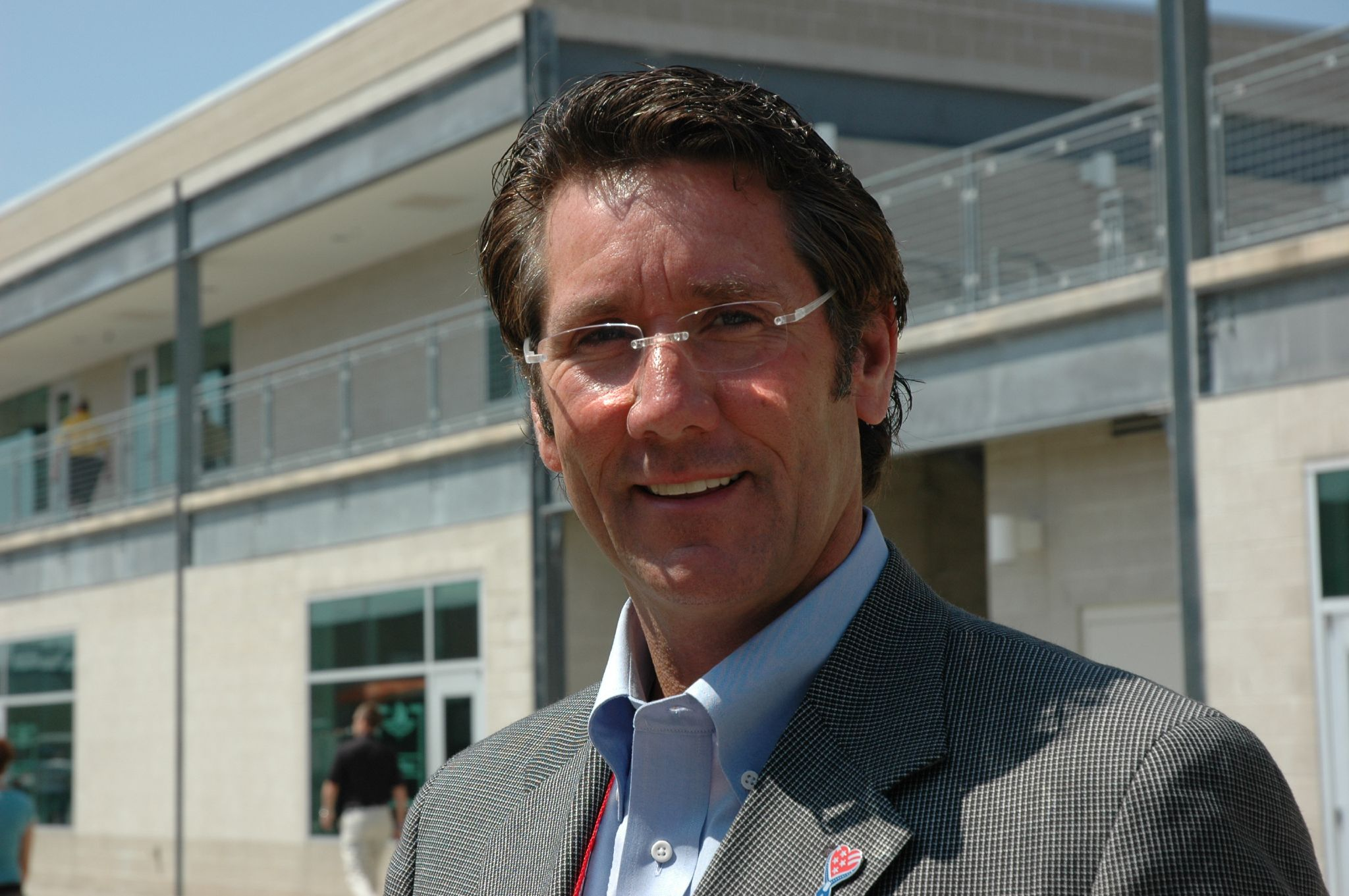
Tony George (2007)

Tony George (* 30. Dezember 1959; gebürtig Anton Hulman George) ist ehemaliger Besitzer des Indianapolis Motor Speedway (IMS), ehemaliger Präsident von Hulman & Company sowie ehemaliger Teamchef des Vision-Racing-Teams. Tony ist der Enkel von Tony Hulman, der den Indianapolis Motor Speedway nach dem Ende des Zweiten Weltkriegs kaufte.

## Karriere
Nach dem Tod von Joe Cloutier im Jahr 1989 wurde Tony George Präsident und CEO der Indianapolis Motor Speedway Corporation. Während seiner ersten Jahre am Motor Speedway beaufsichtigte er neue Projekte an der Rennstrecke (Tower Terrace Suites, Rekonstruktion der Boxengassen und neue Kontrolltürme).
Vor Tony Georges Ankunft hatte der IMS traditionell nur ein Rennen, das Indianapolis 500. Nach einem Abkommen mit der NASCAR debütierte am 6. August 1994 das Brickyard 400 mit Jeff Gordon als Sieger.
George half auch, die Formel 1 zum Indianapolis Motor Speedway zu holen. Das erste Formel-1-Rennen fand im Jahr 2000 statt; dazu war innerhalb des Ovals ein eigener Rundkurs gebaut worden. Im Jahr 2008 folgte die Motorrad-Weltmeisterschaft.
Neben den Verdiensten um die Strecke gründete Tony George auch die Indy Racing League (IRL) als Konkurrenz zur damaligen IndyCar World Series, da er in der bestehenden Rennserie die Bedeutung seiner Strecke nicht genug hervorgehoben sah. Nachdem die IRL anfangs eher belächelt wurde, übernahm sie Anfang 2008 die Champ-Car-Serie nach deren Insolvenz. Seit 2003 trägt „seine“ Serie den bis dahin geschützten Namen IndyCar Series. In dieser war George bis Ende Januar 2010 Teamchef des 2005 gegründeten Teams Vision Racing.
Ende Juni 2009 wurde Tony George seiner wichtigsten Ämter innerhalb des Indy-Imperiums (Vorsitz von Hulman & Company sowie Vorsitz des IMS) enthoben. Er blieb allerdings Mitglied des gemeinsamen Aufsichtsrats, aus welchem er jedoch im Januar 2010 zurücktrat.
Am 17. Februar 2011 wurde er allerdings wieder in den Aufsichtsrat berufen.